# Herbert Gabryś
Herbert Leopold Gabryś (ur. 7 listopada 1942 w Mysłowicach) – polski polityk, inżynier, poseł na Sejm X kadencji.

## Życiorys
Ukończył w 1981 studia na Akademii Ekonomicznej w Katowicach. Pracował w państwowych przedsiębiorstwach, dochodząc do stanowisk dyrektorskich, w tym od 1984 Mysłowickich Zakładów Urządzeń Elektromechanicznych Zelmech-Domgos.
W 1968 wstąpił do Polskiej Zjednoczonej Partii Robotniczej, z której ramienia przez dwie kadencje był przewodniczącym Miejskiej Rady Narodowej w Mysłowicach. W latach 1989–1991 sprawował mandat posła na Sejm kontraktowy wybranego w okręgu katowickim z puli PZPR. Zasiadał w trzech komisjach stałych i w siedmiu nadzwyczajnych. W trakcie kadencji przeszedł do Poselskiego Klubu Pracy. W latach 90. związany z Sojuszem Lewicy Demokratycznej, z którego rekomendacji od 26 kwietnia 1994 do 31 grudnia 1996 był podsekretarzem stanu w Ministerstwie Przemysłu i Handlu.
Później obejmował kolejne kierownicze stanowiska w spółkach prawa handlowego. Zasiadał w radach nadzorczych Banku Współpracy Europejskiej, a od 2003 Banku Pocztowego. Zajmował też stanowisko prezesa zarządu Mysłowickich Zakładów Urządzeń Elektromechanicznych Zelmech.

## Odznaczenia
- Złoty Krzyż Zasługi
- Brązowy Krzyż Zasługi
- Medal 40-lecia Polski Ludowej (1984)[1]